# Hans-Jürgen Thies

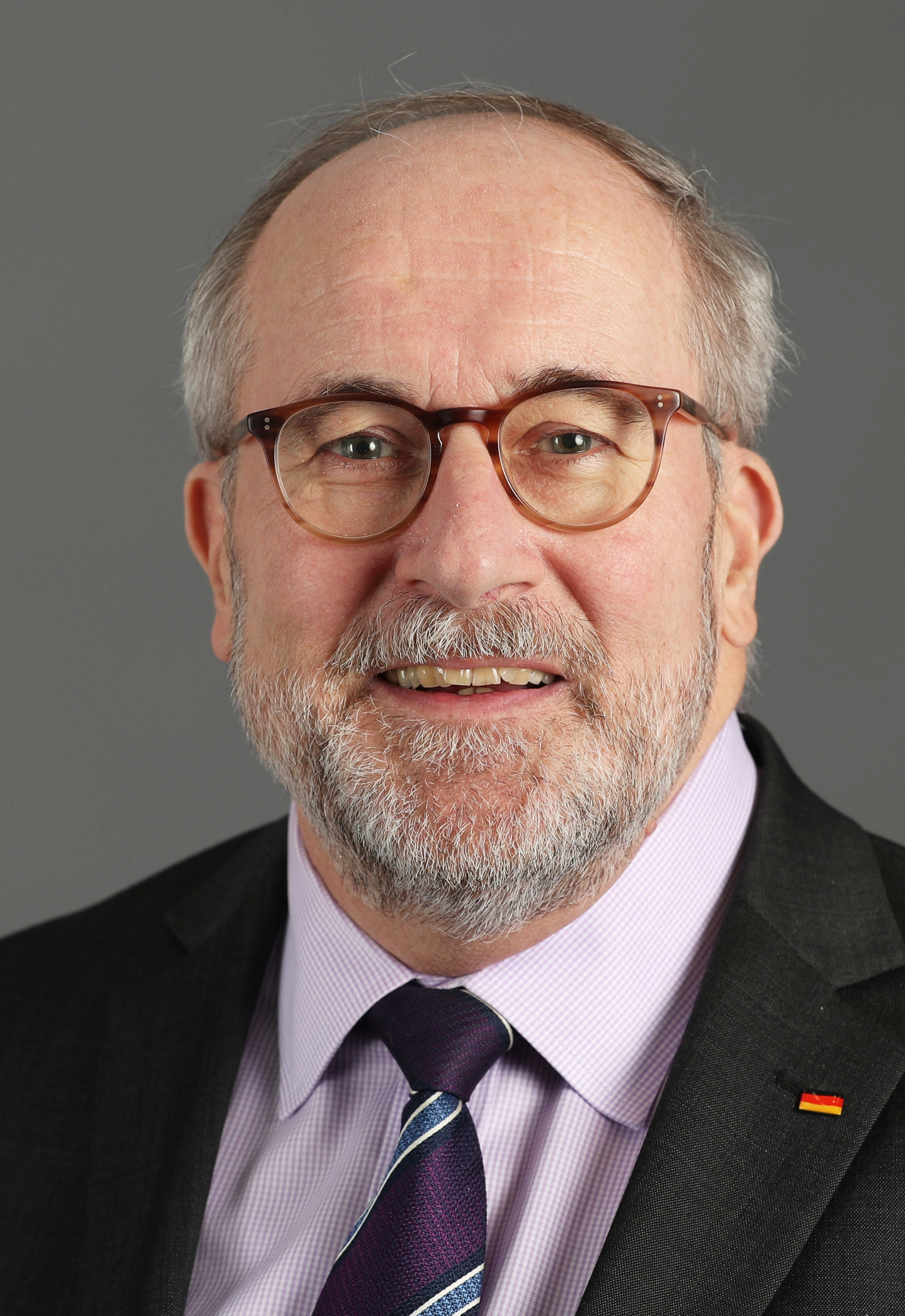
Hans-Jürgen Thies (2020)

Hans-Jürgen Thies (* 11. August 1955 in Celle) ist ein deutscher Politiker (CDU). Er war von 2017 bis 2025 Mitglied des Deutschen Bundestages.

## Leben und Beruf
Hans-Jürgen Thies ist in Wietze aufgewachsen und war nach dem Abitur zwei Jahre lang Zeitsoldat. Er begann danach ein Studium der Rechtswissenschaften an der Universität Göttingen.
In Göttingen wurde er Mitglied des VDSt Göttingen. Nach anschließendem Rechtsreferendariat am Oberlandesgericht Celle war er bis 2002 beim Oberlandesgericht Hamm als singular zugelassener Rechtsanwalt tätig, danach als Fachanwalt für Familienrecht mit Schwerpunkten Agrar- und Immobilienrecht; von 1985 bis 2019 war er Partner einer Rechtsanwaltskanzlei in Hamm. Er hat juristische Fachbücher und Fachaufsätze verfasst.
Thies ist Jäger und hat seit 1975 den deutschen Jagdschein. Er war von 2000 bis 2016 im Ehrenamt Justitiar und ist seit 2016 Vizepräsident des Landesjagdverbandes Nordrhein-Westfalen; außerdem ist er Vorstandsmitglied in der Wildtier- und Biotopschutzstiftung Nordrhein-Westfalen, Mitglied im Deutschen Anwaltverein, in der Deutschen Gesellschaft für Agrarrecht und im Deutschen Jagdrechtstag e. V. Von 2016 bis 2017 war er Mitglied im WDR-Rundfunkrat.
Thies ist evangelischer Konfession und verheiratet.

## Politischer Werdegang
Hans-Jürgen Thies trat 1971 in die CDU und in die Junge Union ein. Er war bzw. ist von 1973 bis 1976 Kreisvorsitzender der Jungen Union im Kreisverband Celle und Mitglied im CDU-Kreisvorstand in Celle, von 1992 bis 1998 Mitglied im CDU-Kreisvorstand in Hamm und seit 2017 in Soest.
Bei der Bundestagswahl 2017 wurde Thies im Bundestagswahlkreis Soest direkt in den 19. Deutschen Bundestag gewählt. Er war ordentliches Mitglied im Ausschuss für Ernährung und Landwirtschaft sowie im Ausschuss für Recht und Verbraucherschutz. Außerdem war er stellvertretendes Mitglied im Ausschuss für Umwelt, Naturschutz und nukleare Sicherheit.
Auch bei der Bundestagswahl 2021 trat Thies erneut im Wahlkreis 146 (Soest) an und wurde mit 33,1 % wiedergewählt. Er war ordentliches Mitglied im Ausschuss für Ernährung und Landwirtschaft und stellvertretendes Mitglied im Ausschuss für Umwelt, Naturschutz, nukleare Sicherheit und Verbraucherschutz und im Rechtsausschuss.
Bei der Bundestagswahl 2025 kandidierte Thies nicht erneut.